# Stomp 442
Stomp 422 är ett musikalbum av det amerikanska thrash/speed metal-bandet Anthrax som gavs ut 24 oktober 1995. Låten Fuled släpptes som singel och bandet gjorde en musikvideo till låten Nothing.

## Låtlista
1. Random Acts Of Senseless Violence
2. Fuled
3. King Size
4. Riding Shotgun
5. Perpetual Motion
6. In A Zone
7. Nothing
8. American Pompeii
9. Drop The Ball
10. Tester
11. Bare
12. Fuled
13. Nothing

## Banduppsättning
- Scott Ian – gitarr, bakgrundssång
- Charlie Benante – trummor, gitarr
- John Bush – sång
- Frank Bello – bas, bakgrundssång